# Estación de Almendricos
Almendricos es un apeadero ferroviario situado en la pedanía homónima del municipio español de Lorca, en la Región de Murcia. Las instalaciones forman parte de la red de Adif y cuentan con servicios de pasajeros operados por la línea C-2 de Cercanías Murcia/Alicante.
Históricamente, Almendricos tuvo la categoría de estación y constituyó un nudo ferroviario de cierta importancia en el que se bifurcaban los trazados de las líneas Lorca-Baza y Almendricos-Águilas. Debido al elevado tráfico que soportaba, dispuso de unas importantes instalaciones ferroviarias que contaban con una playa de vías, una reserva de locomotoras, cocheras, etc. Sin embargo, la clausura en 1985 del tramo Almendricos-Guadix se tradujo en una pérdida de tráfico e importancia para la estación, que quedó reducida a un mero apeadero pasante.

## Situación ferroviaria
Las instalaciones forman parte de la línea férrea de ancho ibérico Murcia-Águilas, estando situadas en el punto kilométrico 0,0. El kilometraje sigue el esquema de la antigua línea Almendricos-Águilas, razón por lo cual este se reinicia en Almendricos.
Antiguamente, la estación formaba parte del ferrocarril Murcia-Granada, clausurado parcialmente en 1985.

## Historia

### Construcción y primeros años

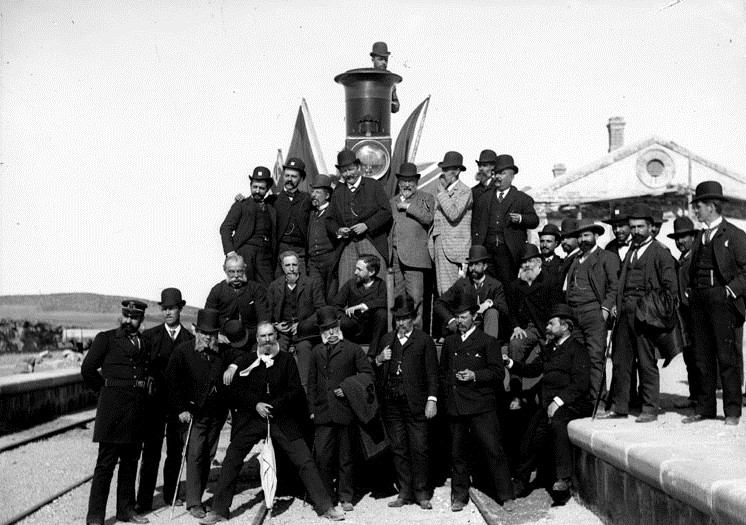
Inauguración oficial de la estación de Almendricos en 1890.

La estación fue inaugurada el 1 de abril de 1890 con la apertura al tráfico de la línea Almendricos-Águilas, un ramal de la línea férrea que pretendía unir Lorca con Baza. Unos meses después, el 20 de julio, se abrió al tráfico el tramo Lorca-Almendricos. La prolongación hacía Baza —que formaba parte del proyectado ferrocarril Murcia-Granada—, por su parte, se inició el 10 de abril de 1891. Las obras corrieron a cargo de la compañía de capital inglés conocida como The Great Southern of Spain Railway Company Limited. En trazado hasta Baza fue concluido en 1894, si bien la conexión con Granada no entraría en servicio en su totalidad hasta 1907.
A partir de ese momento, la estación de Empalme ―más adelante renombrada como «Almendricos»― se convirtió en un nudo ferroviario que disponía de importantes instalaciones ferroviarias: un edificio de viajeros, un muelle-almacén de mercancías, una amplia playa de vías para maniobras y apartadero, una reserva de locomotoras con cocheras y rontonda, etc. Los trenes de mineral procedentes de la zona de Baza y Serón llegaban hasta estación, donde invertían la marcha hasta el puerto de Águilas y su embarcadero.

### Bajo RENFE y Adif
En 1941, con la nacionalización de los ferrocarriles de ancho ibérico, las instalaciones pasaron a manos de RENFE. En enero de 1985 se clausuró al tráfico el trazado comprendido entre las estaciones de Guadix y Almendricos. Solo se mantuvo operativo el ramal entre Almendricos y Águilas, como continuación del trazado procedente de Murcia y Lorca. Esto supuso que la estación perdiera su histórica condición de nudo ferroviario, pasando a ser una estación pasante y, posteriormente, un apeadero. Otra consecuencia fue la reducción de los servicios ferroviarios, limitándose estos a los trenes de Cercanías. Desde el 1 de enero de 2005, con la división de RENFE en Renfe Operadora y Adif, las instalaciones son gestionadas por esta última.

## Servicios ferroviarios

### Cercanías
Pertenece a la línea C-2 de Cercanías Murcia/Alicante, que realiza varios servicios diarios.